# Муравьиные журчалки
Муравьиные журчалки (лат.  Microdon) — род мух-журчалок из подсемейства Microdontinae.

## Описание
Мухи средних и крупных размеров, обычно в длину бывают 8—15 мм. Тело коренастое. Щиток имеет одну пару апикальных бугорков или зубцов. Брюшко сильно выпуклое. R4+5 образует отросток в ячейке r5.
Личинки мух обладают необычной формой, напоминая слизней, отчего их иногда описывали как моллюсков.

## Экология и местообитания
Личинки этих мух живут глубоко в муравейниках. Некоторые из видов питаются куколками муравьёв, другие детритофаги.

## Галерея

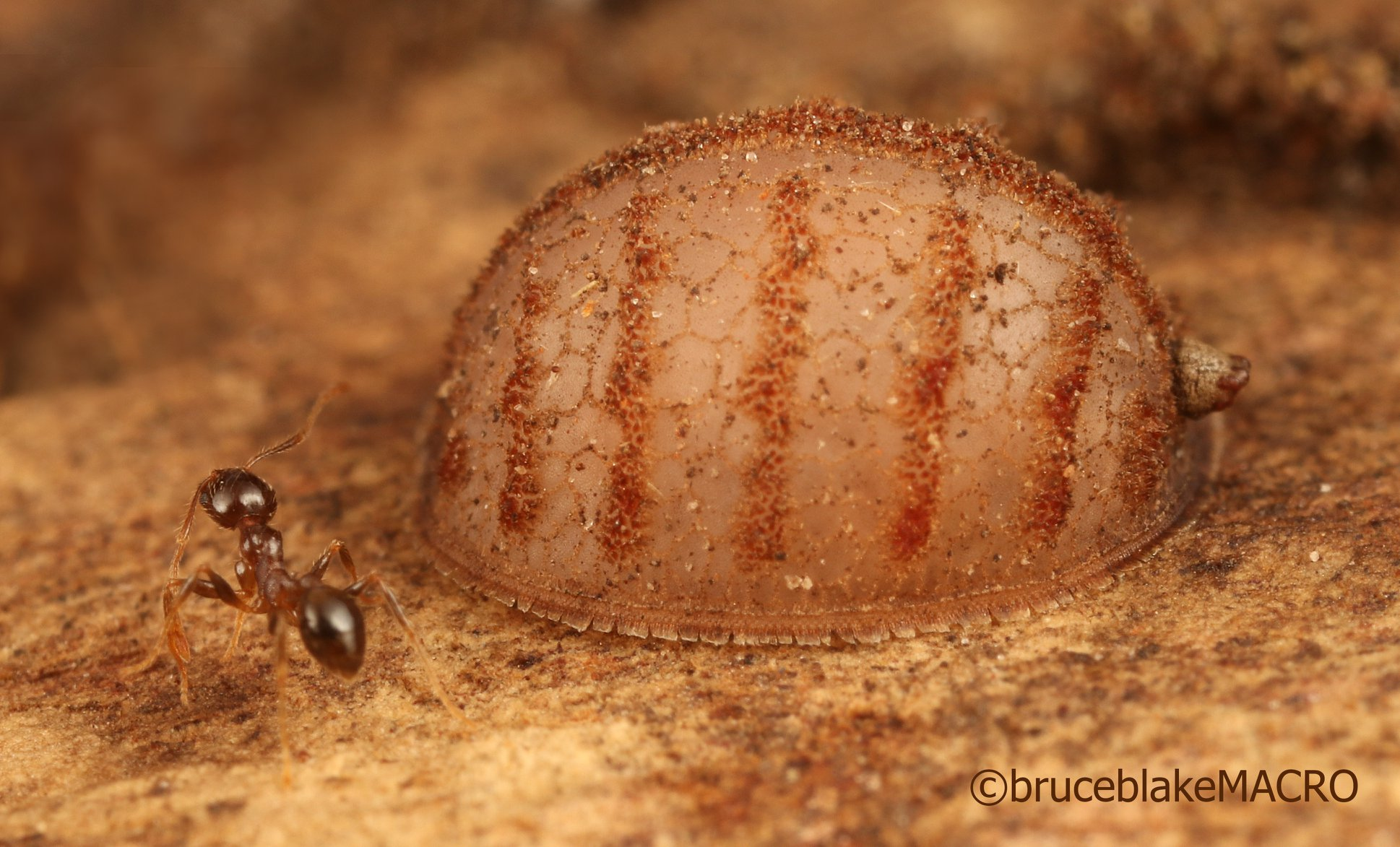
Личинка Microdon
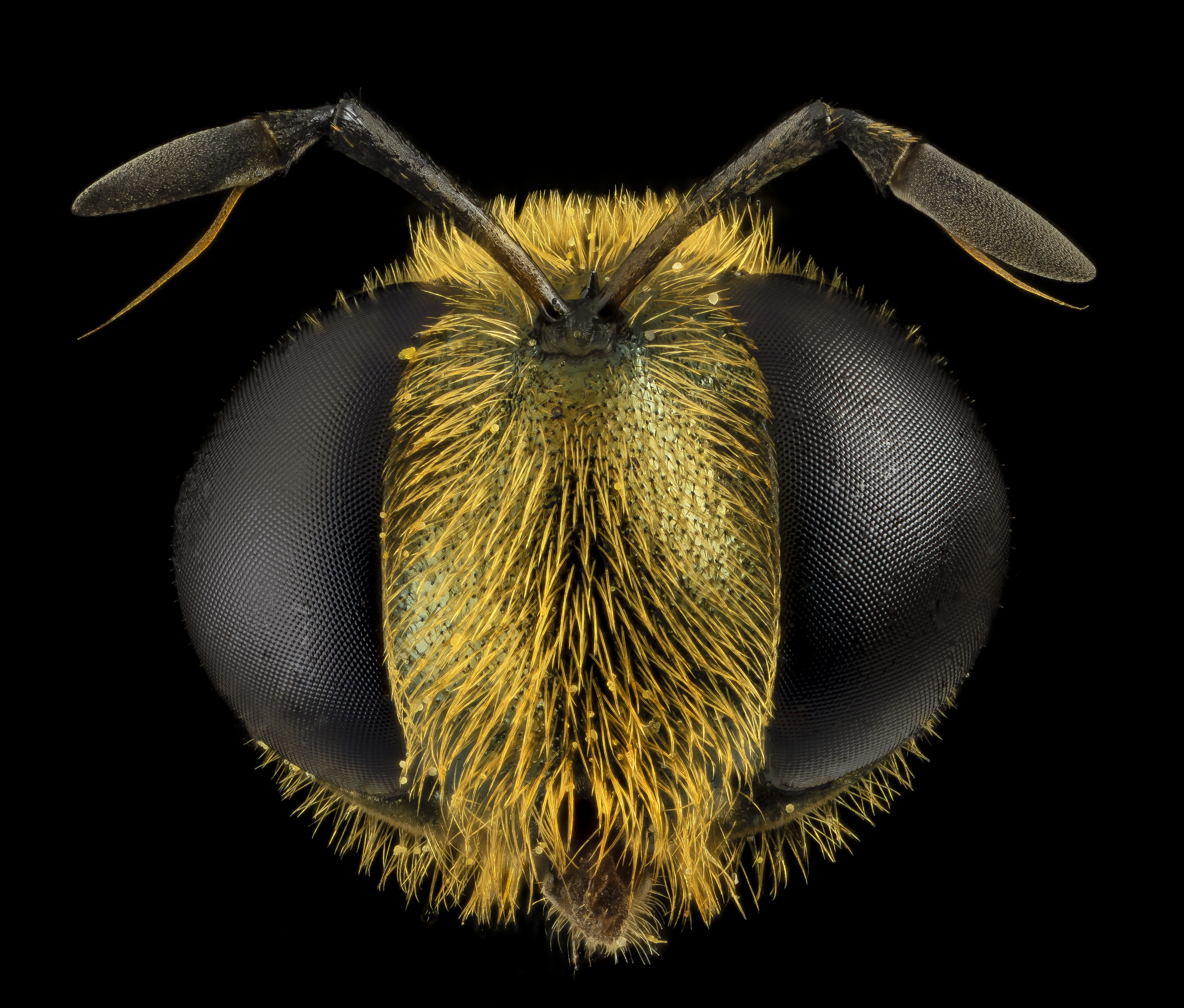
Голова Microdon

## Виды
Род насчитывает около 380 видов, некоторые из них: